# ینس روبن
ینس روبن (انگلیسی: Jens Robben؛ زادهٔ ۲۷ آوریل ۱۹۸۳) بازیکن فوتبال اهل آلمان است.
از باشگاه‌هایی که در آن بازی کرده‌است می‌توان به باشگاه فوتبال دینامو برلینر اشاره کرد.